# Sandsten
Sandsten er aflejret (sedimentært) sand (typisk i havbund), der er sammenpresset og hærdet. Den kan være grå, gul, rød og hvid. Sandsten består hovedsageligt af feldspat og kvarts, og bindemidlet mellem sandkornene er typisk kalcit, ler og silikat.
Den høje del af Frihedsstøtten i København er af Nexø-sandsten, der er den ældste sedimentære bjergart i Danmark.
I USA er Navajo-sandsten fremtrædende røde og hvide geologiske formationer i staterne  Nevada, Arizona, Colorado og Utah og udgør store turistattraktioner i naturparkerne Red Rock Canyon National Conservation Area, Zion National Park, Capitol Reef National Park, Glen Canyon National Recreation Area, Grand Staircase-Escalante National Monument og Canyonlands National Park.

## Eksterne links og henvisninger
- Wikimedia Commons har flere filer relateret til Sandsten

1. ↑  Nexø sandsten. Geolex (Webside ikke længere tilgængelig)
2. ↑  Navajo Sandstone Arkiveret 23. september 2006 hos  Wayback Machine, Stratigraphy of the Parks of the Colorado Plateau Arkiveret 24. december 2010 hos  Wayback Machine
3. ↑  "Red Rock Canyon". Arkiveret fra originalen 19. maj 2013. Hentet 23. september 2014.

| Geologi | Spire Denne artikel om geologi er en spire som bør udbygges. Du er velkommen til at hjælpe Wikipedia ved at udvide den. |